# Drapeaux des organisations internationales

## Organisations politiques, culturelles et militaires

### À l'échelle mondiale

Drapeau du Commonwealth des Nations
Drapeau de la Communauté des pays de langue portugaise
Drapeau de la Cour pénale internationale
Drapeau de l'Organisation internationale de la francophonie
Drapeau de l'Organisation de la coopération islamique
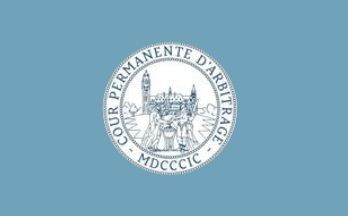
Drapeau de la Cour permanente d'arbitrage
Drapeau des Nations Unies
Drapeau de l'UNESCO
Drapeau de l'Organisation mondiale du commerce

### À l'échelle transcontinentale

Drapeau de l'Organisation des pays exportateurs de pétrole
Drapeau de l'Organisation des États d'Afrique, des Caraïbes et du Pacifique
Drapeau de la Ligue arabe
Drapeau de l'Organisation du Traité de sécurité collective
Drapeau de la Communauté des États indépendants
Drapeau de l'Union économique eurasiatique
Drapeau de l'Organisation du traité de l'Atlantique nord (OTAN)
Drapeau de l'Organisation pour la sécurité et la coopération en Europe
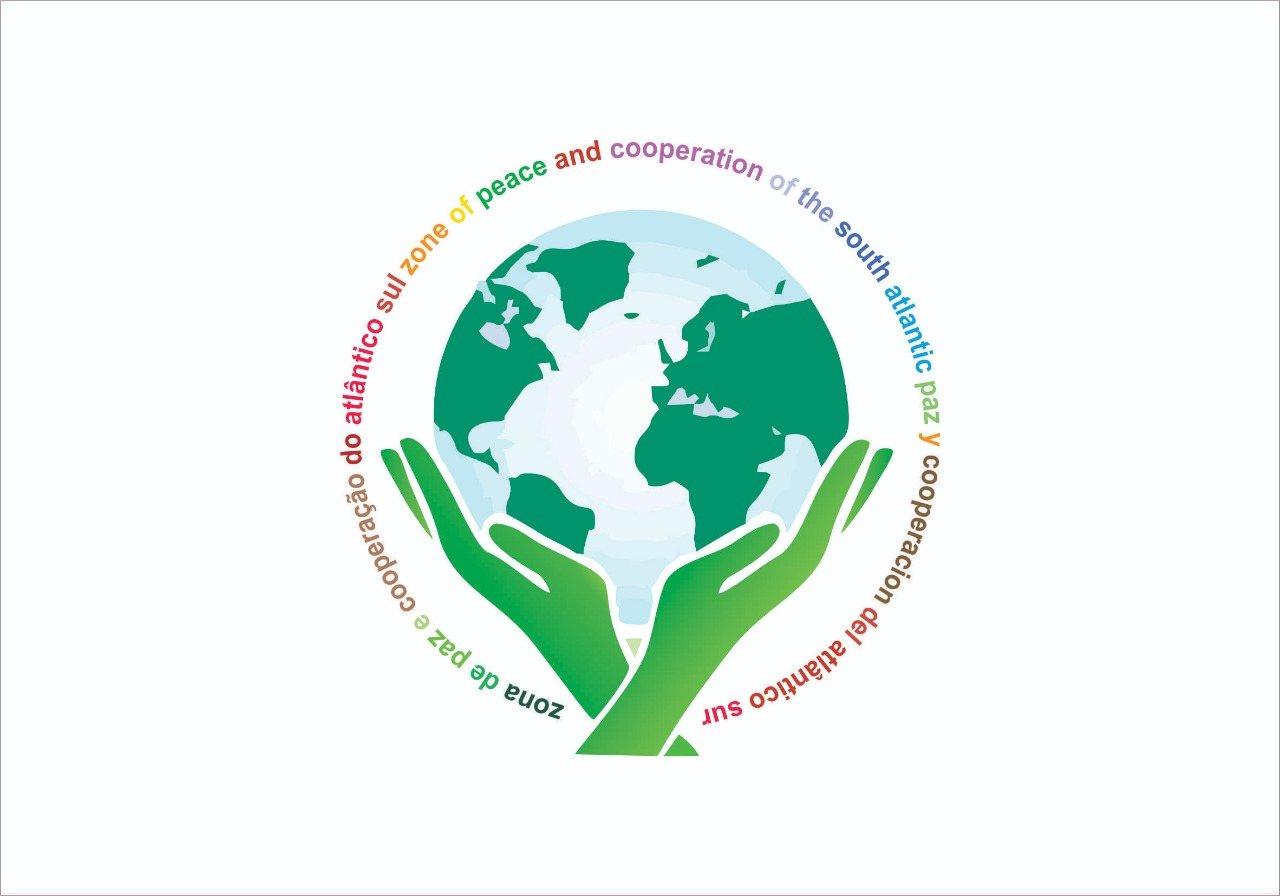
Drapeau de la zone de paix et de coopération de l'Atlantique Sud
Drapeau de l'Union pour la Méditerranée

### Afrique

Drapeau de l'Union Africaine
Drapeau de la Communauté de développement de l'Afrique australe

### Amériques

Drapeau de la Communauté andine
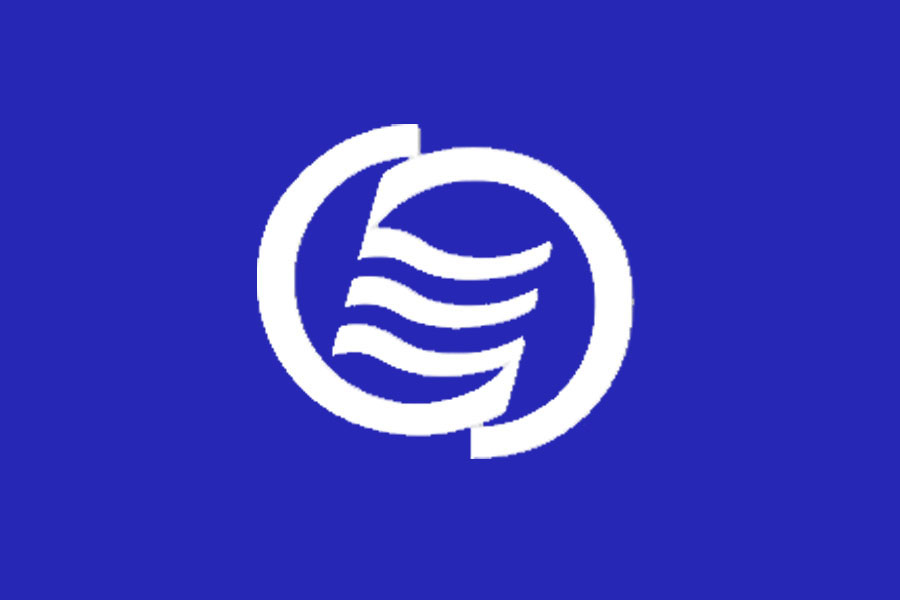
Drapeau de l'Association des États de la Caraïbe
Drapeau du système d'intégration centraméricain
Drapeau de la Communauté des Caraïbes
Drapeau de la Communauté des États d'Amérique latine et des Caraïbes
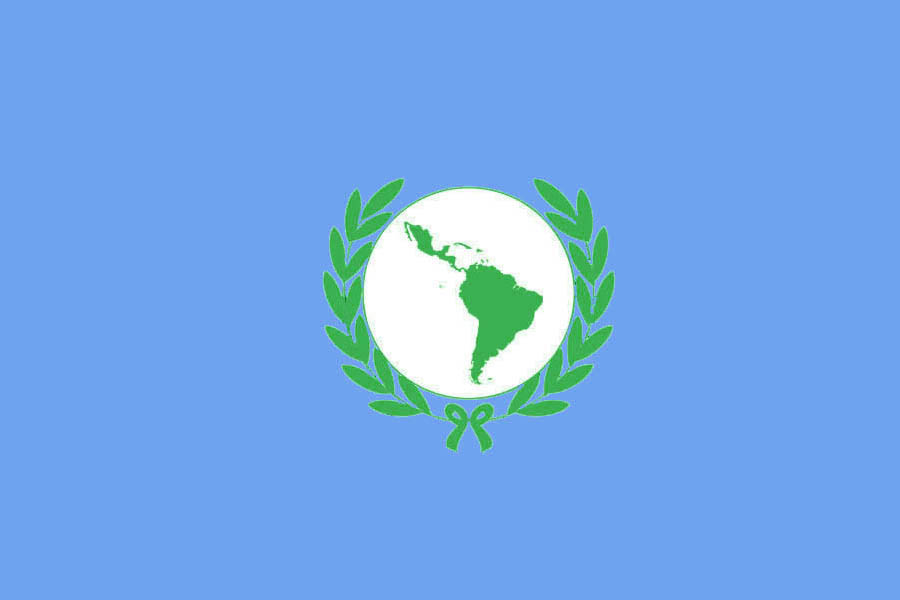
Drapeau du Parlement latino-américain
Drapeau du Mercosur
Drapeau de l'Organisation des États américains
Drapeau de l'Union des nations sud-américaines

### Antarctique

Drapeau de l'organisation du traité sur l'Antarctique

### Asie

Drapeau du Conseil de coopération du Golfe
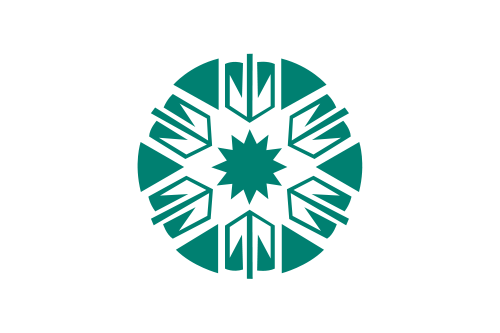
Drapeau de l'Organisation internationale de la culture turque (TÜRKSOY)
Drapeau de l'Organisation des États turciques

### Europe

Drapeau du Benelux
Drapeau de l'Accord de libre-échange centre-européen
Drapeau du Conseil de l'Europe
Drapeau de l'Association européenne de libre-échange
Drapeau de la Communauté politique européenne
Drapeau de l'Union européenne
Drapeau du Conseil nordique

## Fédérations sportives internationales

### À l'échelle mondiale

Drapeau du Conseil international du sport militaire
Drapeau du Comité international olympique
Drapeau du Comité international paralympique
Drapeau de la Fédération internationale du sport universitaire
Drapeau de l'Association internationale des Jeux mondiaux
Drapeau Deaflympics
Drapeau de la FIFA

### Culturel et linguistique

Drapeau de la Fédération des Jeux du Commonwealth
Drapeau des Jeux de la Francophonie

### À l'échelle continentale

Drapeau de l'Association des Comités Nationaux Olympiques d'Afrique (Jeux Africains)
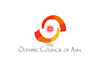
Drapeau du Conseil olympique d'Asie (Jeux asiatiques)
Drapeau des Comités Olympiques Européens (Jeux Européens)
Drapeau des Comités Nationaux Olympiques d'Océanie (Jeux du Pacifique)
Drapeau des Jeux Méditerranéens

## Anciennes organisations

Drapeau de l'Organisation de l'unité africaine
Drapeau du Pacte de Bagdad
Drapeau de la Communauté européenne du charbon et de l'acier
Drapeau de la Société des Nations
Drapeau de l'Organisation du Traité de l'Asie du Sud-Est (OTASE)
Drapeau de l'Union de l'Europe occidentale
Drapeau de l'Union occidentale
Drapeau du COMECON

## Voir également
- Drapeau de la Terre
- Hymnes d'organisations internationales

### Drapeaux non libres de droits
- Drapeau de l'ASEAN
- Drapeau de la Communauté du Pacifique